# Campeonato Mundial de Atletismo em Pista Coberta de 2012 - 3000 m feminino
A prova dos 3000 metros feminino do Campeonato Mundial de Atletismo em Pista Coberta de 2012 foi disputada entre 9 e 11 de março na Ataköy Athletics Arena em Istambul, na Turquia.

## Recordes
Antes desta competição, os recordes mundiais e do campeonato nesta prova eram os seguintes:
|    | Nome           | Nacionalidade | Tempo     | Local     | Data                   |
| -- | -------------- | ------------- | --------- | --------- | ---------------------- |
| WR | Meseret Defar  | Etiópia       | 8m 23s 72 | Estugarda | 3 de fevereiro de 1997 |
| CR | Elly van Hulst | Países Baixos | 8m 33s 82 | Budapeste | 4 de março de 1989     |

## Medalhistas
| Ouro                       | Prata               | Bronze             |
| Hellen Onsando Obiri (KEN) | Meseret Defar (ETH) | Gelete Burka (ETH) |

## Cronograma
| Data        | Hora  | Evento  |
| ----------- | ----- | ------- |
| 9 de março  | 10:45 | Bateria |
| 11 de março | 15:50 | Final   |

## Resultados

### Bateria
Qualificação: 4 atletas de cada bateria  (Q) mais os  4 melhores qualificados (q).
| Classificação | Bateria | Atleta                | Nacionalidade          | Tempo   | Notas    |
| ------------- | ------- | --------------------- | ---------------------- | ------- | -------- |
| 1             | 2       | Gelete Burka          | Etiópia                | 9:01.32 | Q        |
| 2             | 2       | Hellen Onsando Obiri  | Quênia                 | 9:01.36 | Q        |
| DSQ           | 2       | Natalija Tobias       | Ucrânia                | 9:01.76 | Q Doping |
| 3             | 2       | Shitaye Eshete        | Barém                  | 9:02.13 | Q        |
| 4             | 2       | Helen Clitheroe       | Reino Unido            | 9:02.27 | q        |
| 5             | 2       | Sara Hall             | Estados Unidos         | 9:02.49 | q        |
| 6             | 2       | Alia Saeed Mohammed   | Emirados Árabes Unidos | 9:02.56 | q        |
| 7             | 2       | Lidia Chojecka        | Polónia                | 9:02.93 | q        |
| 8             | 2       | Kristina Chalejewa    | Rússia                 | 9:07.13 |          |
| 9             | 2       | Layeş Abdullayeva     | Azerbaijão             | 9:08.41 | SB       |
| 10            | 1       | Meseret Defar         | Etiópia                | 9:11.76 | Q        |
| 11            | 1       | Sylvia Jebiwott Kibet | Quênia                 | 9:11.91 | Q        |
| DSQ           | 1       | Switłana Szmidt       | Ucrânia                | 9:12.39 | Q Doping |
| 12            | 1       | Jackie Areson         | Estados Unidos         | 9:12.62 | Q, SB    |
| 13            | 1       | Betlhem Desalegn      | Emirados Árabes Unidos | 9:12.63 |          |
| 14            | 1       | Tejitu Daba           | Barém                  | 9:15.96 |          |
| 15            | 1       | Silvia Weissteiner    | Itália                 | 9:16.59 |          |
| 16            | 1       | Dudu Karakaya         | Turquia                | 9:16.85 |          |
| 17            | 1       | Julija Wasiljewa      | Rússia                 | 9:17.60 |          |
| 18            | 1       | Claudette Mukasakindi | Ruanda                 | 9:26.89 |          |
| 19            | 1       | Paula González        | Espanha                | 9:31.09 |          |

### Final
A final ocorreu dia 11 de março. 
| Colocação         | Atleta                | Nacionalidade          | Tempo   | Notas  |
| ----------------- | --------------------- | ---------------------- | ------- | ------ |
| Medalha de ouro   | Hellen Onsando Obiri  | Quênia                 | 8:37.16 |        |
| Medalha de prata  | Meseret Defar         | Etiópia                | 8:38.26 |        |
| Medalha de bronze | Gelete Burka          | Etiópia                | 8:40.18 |        |
| 4                 | Sylvia Jebiwott Kibet | Quênia                 | 8:40.50 | PB     |
| 5                 | Shitaye Eshete        | Barém                  | 8:51.88 |        |
| 6                 | Lidia Chojecka        | Polónia                | 8:56.86 |        |
| 7                 | Helen Clitheroe       | Reino Unido            | 8:59.04 |        |
| 8                 | Sara Hall             | Estados Unidos         | 8:59.95 |        |
| DSQ               | Natalija Tobias       | Ucrânia                | 9:00.78 | Doping |
| DSQ               | Switłana Szmidt       | Ucrânia                | 9:03.99 | Doping |
| 9                 | Jackie Areson         | Estados Unidos         | 9:12.50 | SB     |
| 10                | Alia Saeed Mohammed   | Emirados Árabes Unidos | 9.15.74 |        |

Legenda
| Recorde mundial       | Recorde mundial (World record)               |                       | Recorde africano                      | Recorde africano (African) |                                           | Q | Classificado por posição (Qualified) |
| Recorde do campeonato | Recorde do campeonato (Championship record)  | Recorde da América    | Recorde da América (Americas)         | q                          | Classificado por melhor tempo (Qualified) |   |                                      |
| Melhor marca do ano   | Melhor marca do ano (World leading)          | Recorde asiático      | Recorde asiático (Asian)              | DNS                        | Não largou (Did not start)                |   |                                      |
| Recorde nacional      | Recorde nacional (National record)           | Recorde europeu       | Recorde europeu (European)            | DNF                        | Não terminou (Did not finish)             |   |                                      |
| Recorde pessoal       | Recorde pessoal do atleta (Personal best)    | Recorde da Oceania    | Recorde da Oceania (Oceania)          | DSQ / DQ                   | Desclassificado (Disqualified)            |   |                                      |
| Recorde da temporada  | Recorde da temporada do atleta (Season best) | Recorde sul-americano | Recorde sul-americano (South America) | NM                         | Sem marca (No mark)                       |   |                                      |